# Quế Hiệp
Quế Hiệp is een xã in het district Quế Sơn, een van de districten in de Vietnamese provincie Quảng Nam. Quế Hiệp heeft ruim 4100 inwoners op een oppervlakte van 39,57 km².

## Geschiedenis
Quế Hiệp is in 1983 opgericht.

## Geografie en topografie
Quế Hiệp ligt in het westen van Quế Sơn en grenst aan huyện Duy Xuyên en aan huyện Nông Sơn. De aangrenzende xã's in Duy Xuyên zijn Duy Sơn en Duy Trung. De aangrenzende xã in Nông Sơn is Sơn Viên. De aangrenzende xã's in Quế Sơn zijn Quế Long, Quế Châu, Quế Thuận en Quế Xuân 2. Quế Hiệp grenst ook aan thị trấn Đông Phú.